# Erpentrup

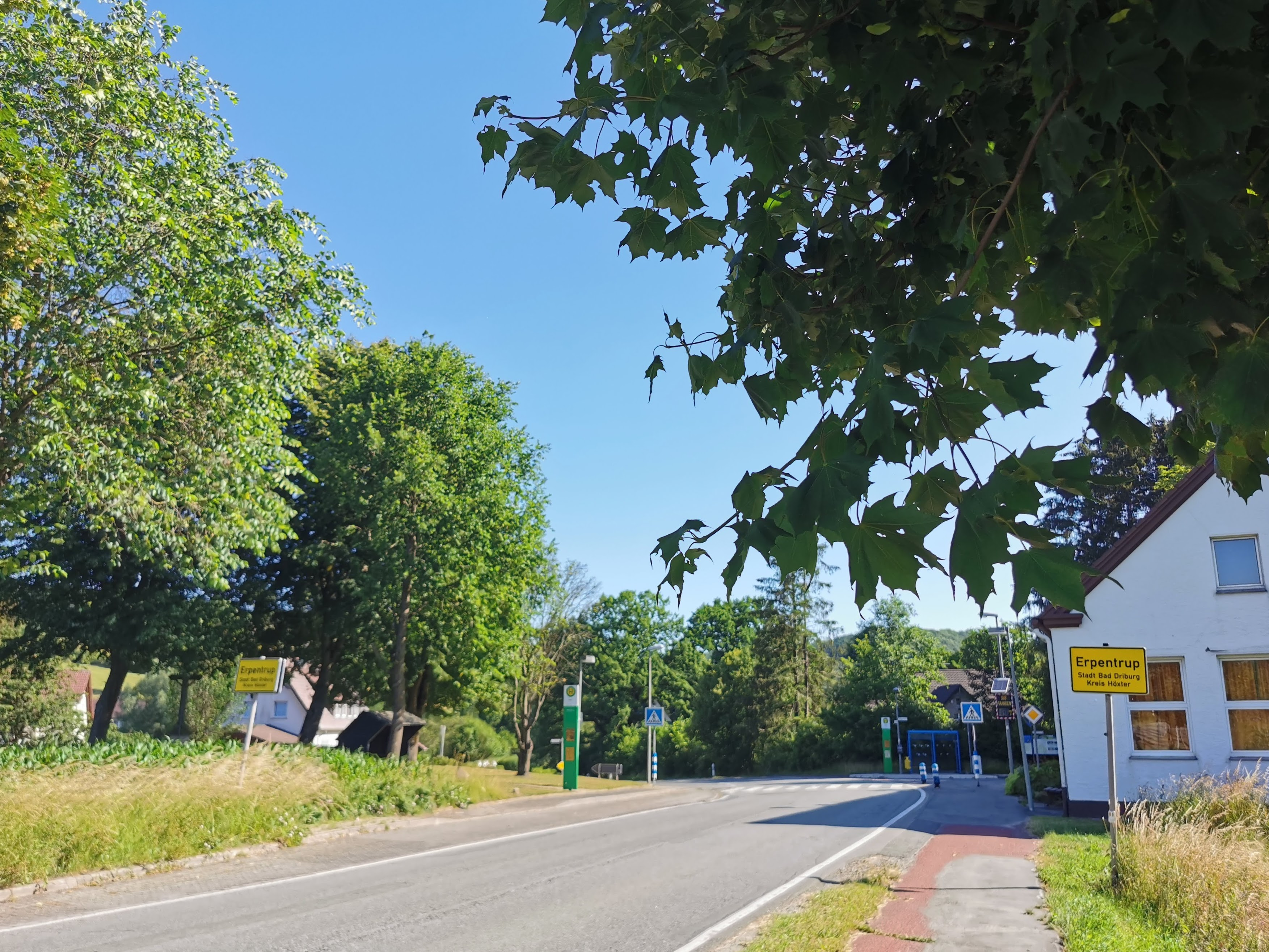
Ortseingang Erpentrup aus Richtung Langeland kommend

Erpentrup ist ein Stadtteil von Bad Driburg im Kreis Höxter, Nordrhein-Westfalen.

## Geografie
Erpentrup liegt am östlichen Hang des Eggegebirges ca. 237 m ü. NN. Die direkten Nachbarortschaften sind Hohenbreden, Langeland, Grevenhagen, Merlsheim, Himmighausen Bhf und Sandebeck.
Durch den Ort fließen zwei Bäche, die Emmer und der Breitenbach, die sich in Höhe des Friedhofs vereinen und weiter als Emmer zum Nachbarort Merlsheim fließen. Der Landstrich am Fuße des Eggegebirges wird auch Hagebuttenland genannt.

## Geschichte
Erste urkundliche Erwähnungen finden sich im 12. Jahrhundert. So wird um 1138 eine Siedlung mit dem Namen Erpinchtrop genannt, Stadtgraf Heinrich von Paderborn soll zu Beginn des Jahrhunderts das Gut Erpingtorp als bischöfliches Lehen unterhalten haben. Von 1143 bis zum Aussterben der Familie im Jahr 1437 befand sich das Gut im Besitz der Ritter von Iburg und fiel dann an Dietrich II. von Moers, den Fürstbischof von Paderborn. Ab 1451 wurde der Gutsbesitz durch die Familie von Schilder belehnt. Nachdem auch diese Familie 1794 ausstarb, ging Erpentrup in den Besitz Clemens August von Mengersens über und Ende des 19. Jahrhunderts schließlich an die Familie von Oeynhausen.
Erpentrup gehörte bis zu den Napoleonischen Kriegen zur Vogtei Driburg im Hochstift Paderborn. Im Königreich Westphalen bildete Erpentrup von 1807 bis 1813 eine Gemeinde im Kanton Driburg des Distrikts Höxter im Departement der Fulda und fiel dann an Preußen. 1816 kam die Gemeinde zum neuen Kreis Brakel und 1832 zum Kreis Höxter, in dem sie zum Amt Driburg gehörte. Am 1. Januar 1970 wurde Erpentrup durch das Gesetz zur Neugliederung des Kreises Höxter in die Stadt Bad Driburg eingegliedert.

### Namensherkunft
Die Endsilbe -trup ist eine alte Bezeichnung für -dorf. Der vordere Teil ist weniger eindeutig und kann der Name eines früheren Besitzers (Erpo) sein oder sich durch Lautverschiebung aus Apa bzw. Epe, einer historischen Bezeichnung für Fluss, ergeben haben.

### Einwohnerentwicklung
Am 6. Juni 1961 hatte die damalige Gemeinde 144 Einwohner. Am 31. Dezember 2016 hatte Erpentrup 177 Einwohner.

## Kirche
In Erpentrup gab es bereits 1732 eine Kapelle, die im 19. Jahrhundert auch als Schule genutzt wurde. Die baufällige Kapelle wurde 1976 abgebrochen. Heute gehört Erpentrup mit seiner St. Joh. Nepomuk Kirche sowie das benachbarte Langeland zur Pfarrgemeinde Mariä Himmelfahrt, Pömbsen und zum Pastoralverbund Bad Driburg.

## Kultur und Sehenswürdigkeiten
Die Glashütte Erpentrup stellte ab 1968 Glasfiguren nach überlieferten Formen her. Sie ist mittlerweile geschlossen.

## Vereine
- Schützenverein Erpentrup, Langeland und Hohenbreden
- Sportverein VfL Langeland
- Freiwillige Feuerwehr Langeland-Erpentrup
- Eggegebirgsverein und Deutsche Wanderjugend
- Gemischter Chor